# Take Off (2PM)
Take Off è un brano musicale del gruppo sudcoreano 2PM, pubblicato come loro singolo di debutto sul mercato giapponese il 18 maggio 2011. Il brano è stato anche utilizzato come sigla di chiusura dell'anime Blue Exorcist. Ha raggiunto la quarta posizione della classifica settimanale Oricon dei singoli più venduti in Giappone, con 59,059 copie vendute nella prima settimana.

## Tracce
CD+DVD
1. Take Off - 3:23
2. Heartbeat (Japanese version) - 3:16
3. Take Off (Karaoke) - 3:24
4. Heartbeat (Karaoke) - 3:14

Durata totale: 	13:17
CD a tiratura limitata
1. Take Off - 3:23
2. Heartbeat (Japanese version) - 3:16
3. Take Off (TV size ver.) - 1:35
4. Take Off (Karaoke) - 3:24
5. Heartbeat (Karaoke) - 3:14
6. Take Off (TV size ver.) (Karaoke) - 1:34

Durata totale: 16:26

## Classifiche
| Classifica (2010) | Posizione più alta |
| ----------------- | ------------------ |
| Giappone (Oricon) | 4                  |